# Wołodymyr Jałanski
Wołodymyr Ihorowycz Jałanski, ukr. Володимир Ігорович Яланський (ur. 7 stycznia 1983) – ukraiński piłkarz, grający na pozycji pomocnika, a wcześniej obrońcy.

## Kariera piłkarska

### Kariera klubowa
Wychowanek Szkoły Piłkarskiej Dynama Kijów. Występował w juniorskich mistrzostwach Ukrainy (DJuFL) w Dynamie Kijów. Karierę piłkarską rozpoczął 8 sierpnia 1999 w trzeciej drużynie Dynama. Latem 2002 został wypożyczony do CSKA Kijów. Na początku 2007 został piłkarzem Obołoni Kijów, w której w 2008 zakończył karierę piłkarską. Jednak w 2009 powrócił do gry w amatorskim zespole Irpiń Horenicze.

### Kariera reprezentacyjna
W 2001 występował w juniorskiej reprezentacji Ukrainy w turnieju finałowym Mistrzostw Europy U-18 w Finlandii.

## Sukcesy i odznaczenia

### Sukcesy klubowe
- mistrz Ukraińskiej Pierwszej Lihi: 2000, 2001
- brązowy medalista Ukraińskiej Pierwszej Lihi: 2007, 2008

### Sukcesy reprezentacyjne
- uczestnik turnieju finałowego Mistrzostw Europy U-19: 2001